# Cycosmos
Cycosmos war eine virtuelle Welt sowie Community- und Chatplattform der I-D Media AG, die 1998 auf der CeBIT Home vorgestellt wurde. Für die Vorstellung wurde die ganze Halle 18 des Messegeländes genutzt.

## Geschichte
Im September 1999 hatte Cycosmos 100.000 registrierte Benutzer und kündigte die Markteinführung im Vereinigten Königreich an.
Zwischenzeitlich hatte Cycosmos über 800.000 registrierte Benutzer. Die Plattform sollte durch Werbebanner, Sponsoring und elektronischen Handel finanziert werden und hatte unter anderem Yello Strom, die Deutsche Telekom und die Verlagsgruppe Milchstraße als Kunden. Ziel von Cycosmos war, „alle Informationen, das gesammelte Wissen der Menschheit, im interaktiven Zugriff der Nutzer“ zu bringen. Giesbert Damaschke kritisierte die Pläne von Cycosmos und I-D Media-Gründer Bernd Kolb in einer Der-Spiegel-Kolumne. Cycosmos wurde am 20. Dezember 2000 geschlossen. Mit Bekanntgabe der Schließung wurde die von IBM und I-D Media entwickelte Software Cynigma als Nachfolger angekündigt. Als inoffizieller Nachfolger wurde zudem Cybermoon gelauncht. Ende 2007 wurde ein bis heute nicht durchgeführter Relaunch von Cycosmos angekündigt. 2009 folgte die Insolvenz der I-D Media AG. 2010 erfolgte der Neustart als 'new i-d media AG' und 2014 die Rückbenennung der Gesellschaft in I-D Media AG. Während der Coronakrise entwickelte die I-D Media AG neue soziale Netzwerke für Musiker und Bands sowie Musikschulen und Instrumentallehrer, um diesen neue Einkommensmöglichkeiten zu erschließen.

## Musik
Am 6. Dezember 1999 wurde eine von Alex Christensen produzierte Musik-Single des Cycosmos Avatars E-Cyas (steht für „Electronic Cyber Artificial Superstar“) mit dem Titel Are u real? (deutsch: „Bist du echt?“) veröffentlicht. E-Cyas wurde Bernd Kolb nachgebildet. Der Titel hielt sich vier Wochen in den deutschen Singlecharts.